# 賓布里-金傑沃德
賓布里-金傑沃德（Pimpri-Chinchwad）是印度的城市，由馬哈拉施特拉邦負責管轄，位於該國西部，始建於1982年10月11日，面積171.51平方公里，海拔高度530米，是主要的工業中心，2011年人口1,729,320。
賓布里-金傑沃德擁有各種工業設施，以汽車和製造業而聞名，這使它成為印度的汽車工業中心。

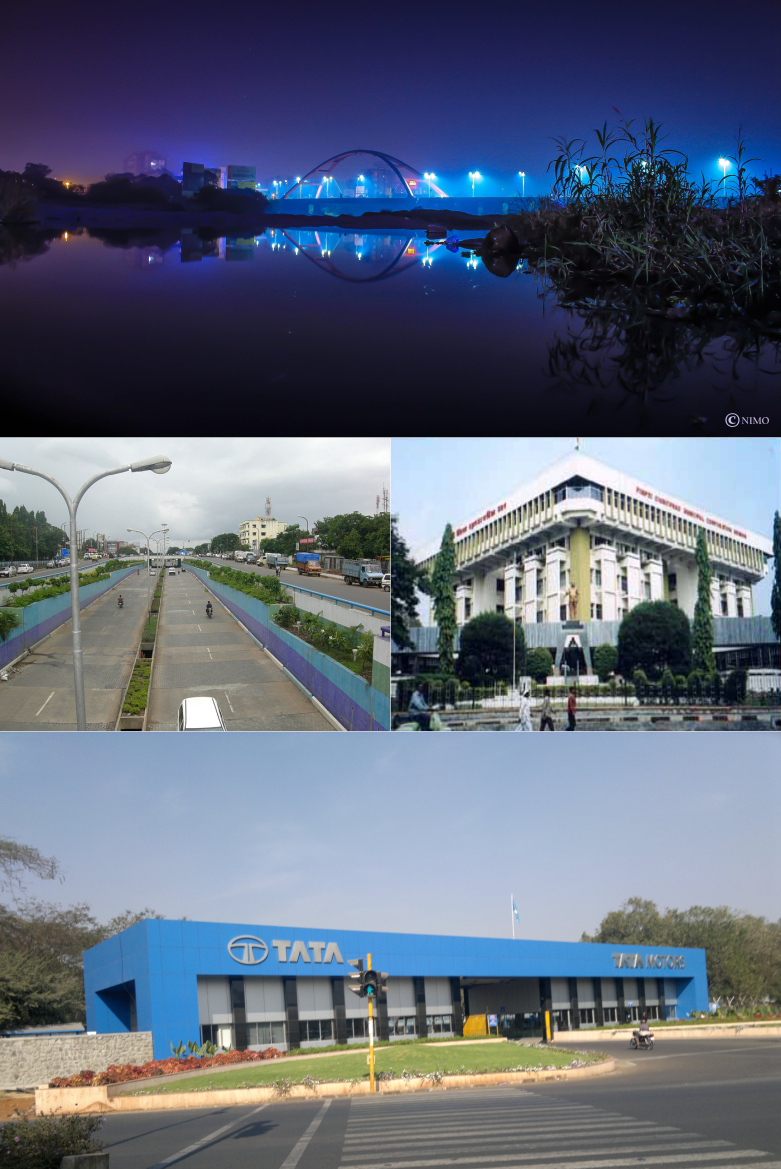

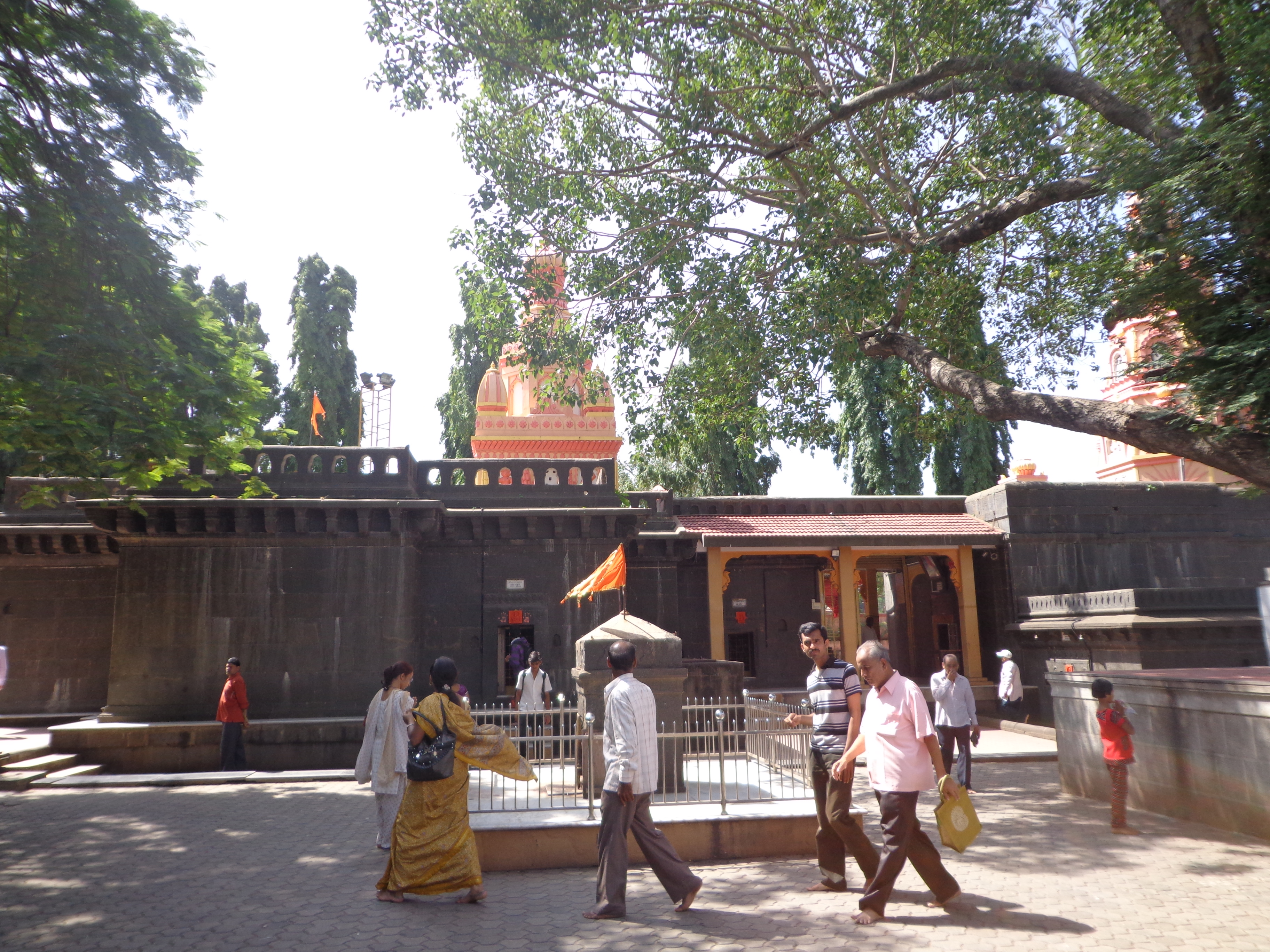

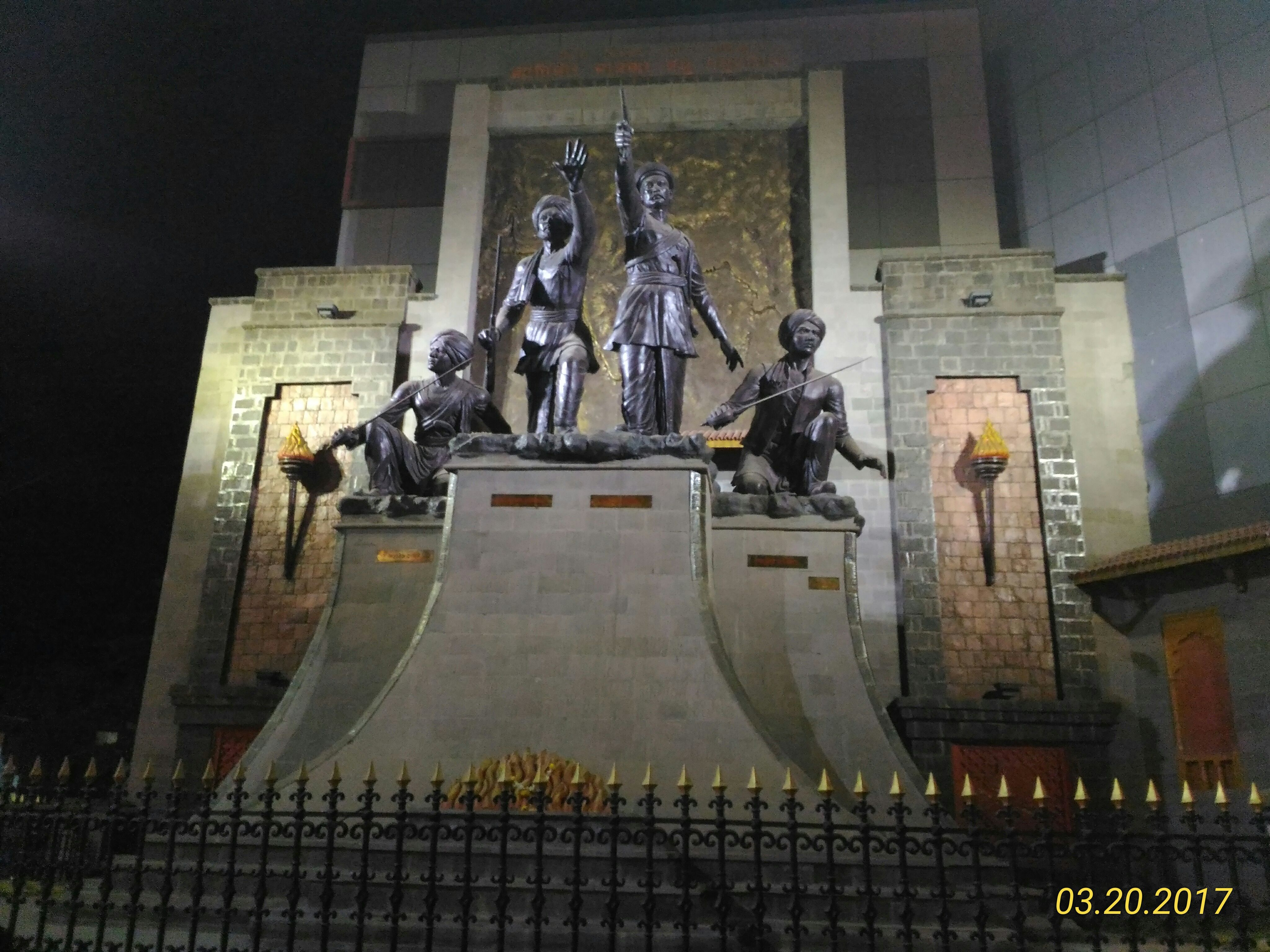

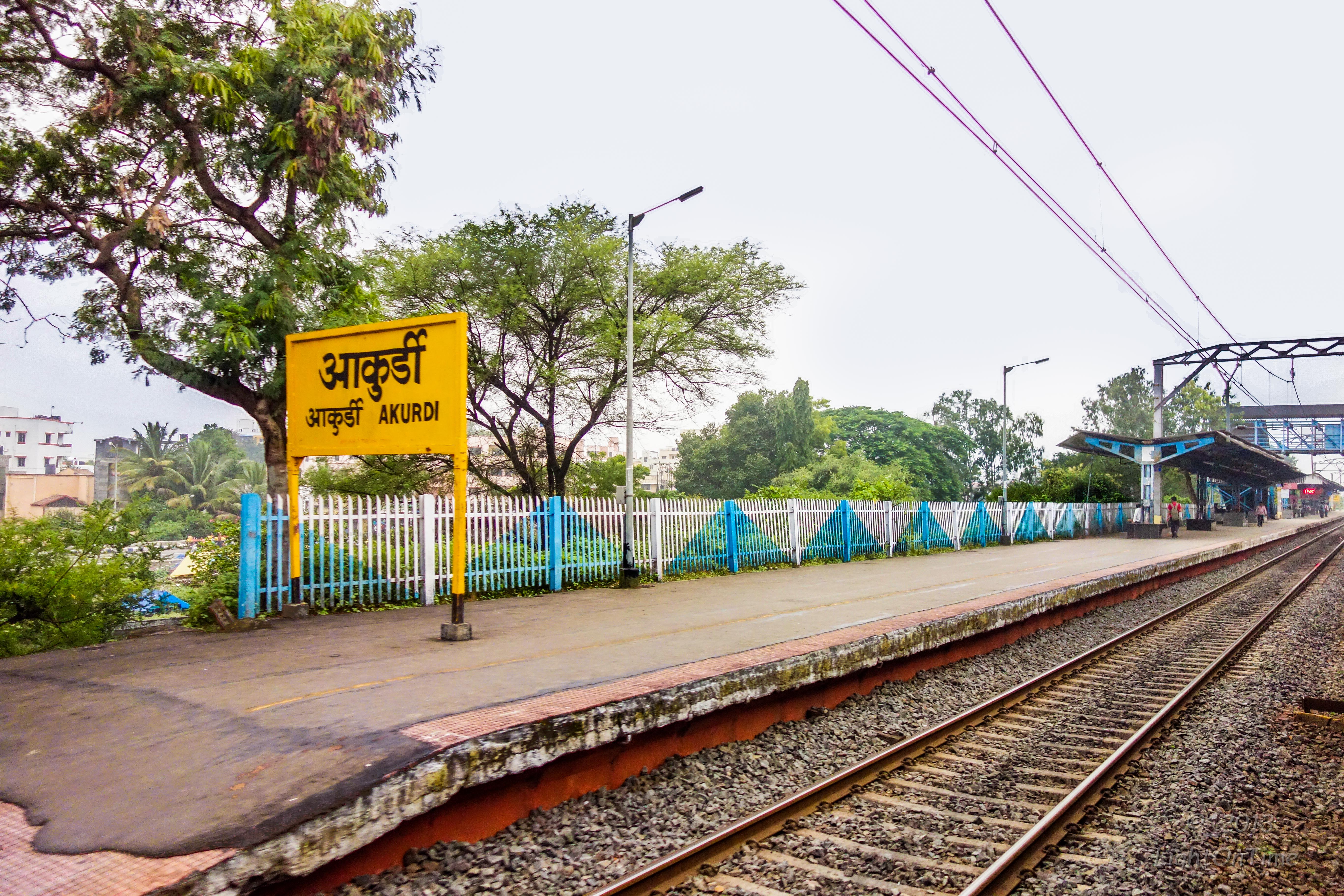

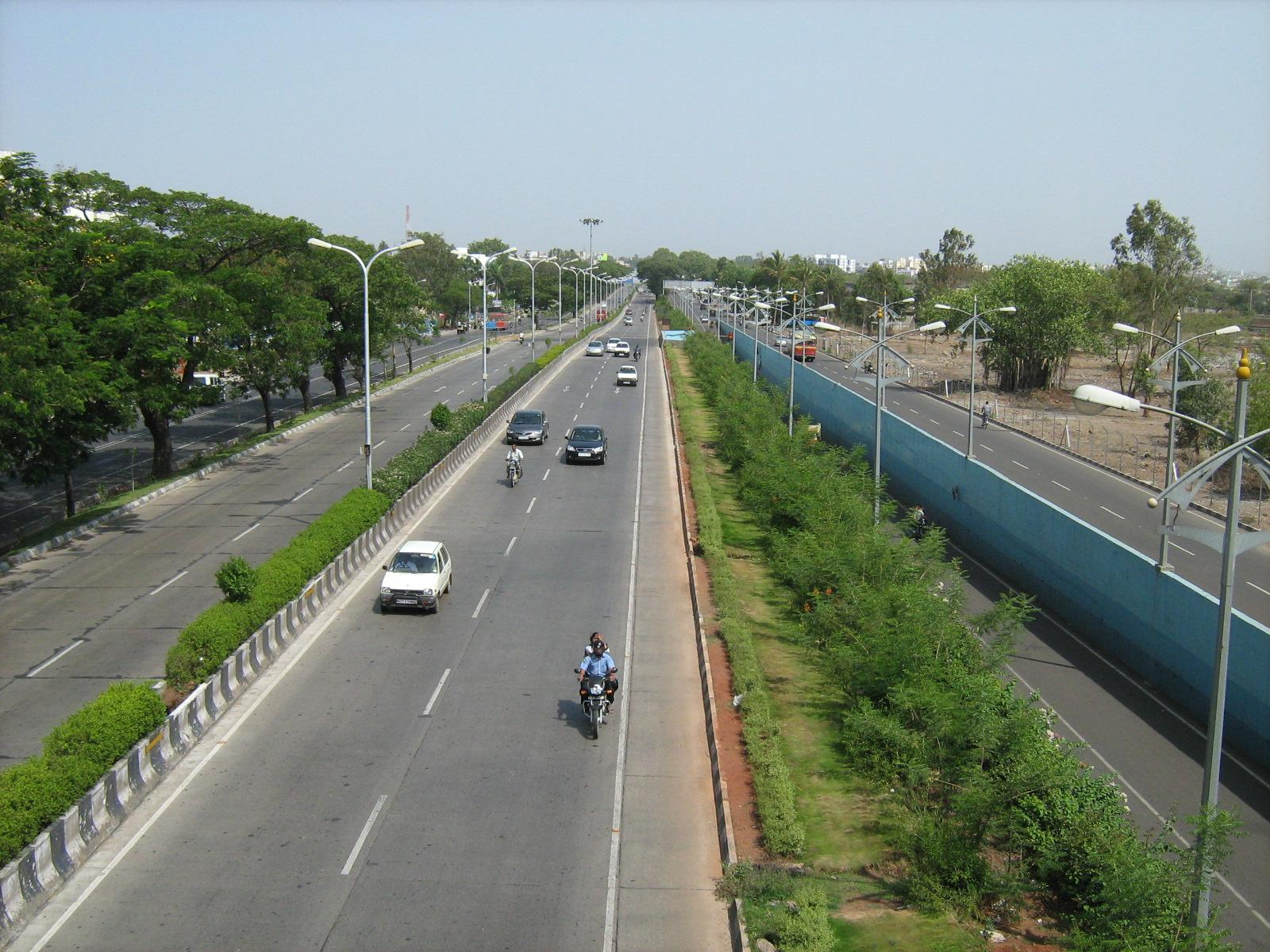

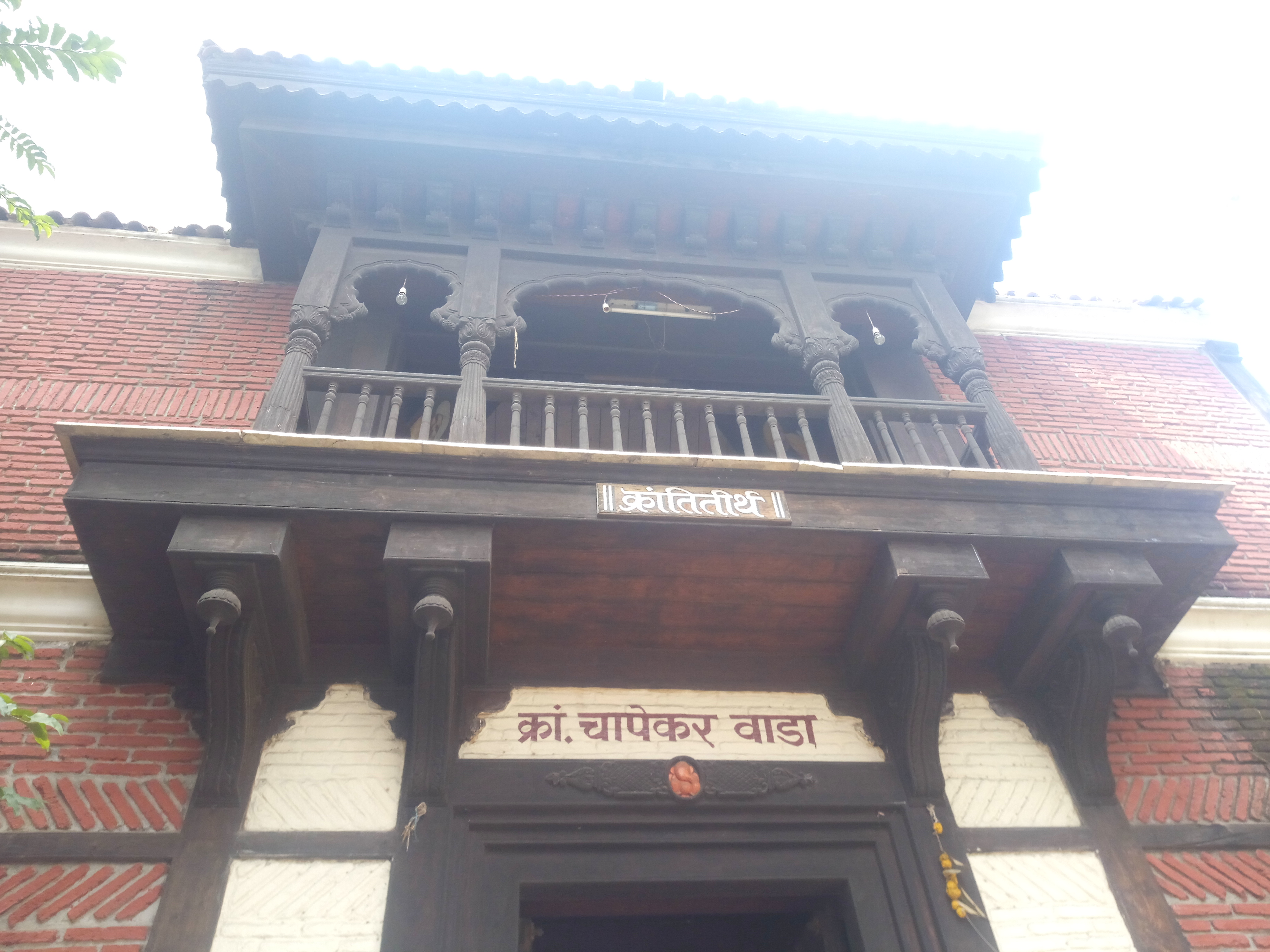

## 歷史

### 中世紀
神廟上的銘文記錄莫里亞·高薩維神廟建造始於公元1658年。

### 英屬印度與印度共和國
印巴分治後，印度政府在賓布里（Pimpri）地區建造了1609座住房，並在203英畝的土地上佈置了約300塊土地。該地區被稱為賓布里，是在孟買州（今馬哈拉施特拉邦）設立的31個住房之一。

### 產業
從1950年代中期開始，連接浦那和孟買的高速公路和鐵路兩側的田野經歷了大規模的工業發展。1960年代，新成立的馬哈拉施特拉邦工業發展公司（MIDC）購買了大片土地，發展了道路和供水基礎設施。它在醫藥，機械和汽車行業集群以及信息技術領域發展。成千上萬的人遷移到了新的樞紐，以填補工作並從快速的經濟發展中受益。

## 經濟
浦那是亞洲主要的工業中心之一，其中許多工業都位於賓布里-欽奇瓦德。隨著印度抗生素有限公司的成立，工業化始於1954年。
除此之外，福布斯·馬歇爾，蒂森克虜伯和GEA Ecoflex，阿法拉伐和山特維克等重工業都在該市設有製造部門，以及德國公司KSB Pumps，瑞典軸承公司斯凱孚。

## 外部連結
- Pimpri Chinchwad Municipal Corporation Website
- Information about Pimpri-Chinchwad
- www.dypcoe-akurdi.org/